# Тюґандзі Юкіті
Юкіті Тюґандзі (яп. 中願寺 雄吉, Чюґанджі Юкічі, 23 березня 1889, Чікушіно, префектура Фукуока, Японська імперія — 28 вересня 2003, Оґорі, префектура Фукуока, Японія) — японський супердовгожитель, вік якого був підтверджений Групою геронтологічних досліджень (GRG). З 29 грудня 2002 року до своєї смерті вважався найстарішою нині живою повністю верифікованою людиною в світі (після смерті американки Мей Геррінґтон). Йому належить також декілька вікових рекордів як в масштабах Японії та Азії, так і в масштабах всієї планети. Помер у віці 114 років, 189 днів.

## Життєпис
Юкічі Чюґанджі народився в селі Тікусі повіту Кютікусі (сучасне місто Чікушіно) на острові Кюсю в Японії. У 1906 році він закінчив технікум, після чого довгі роки займався розведенням шовкопряда, був викладачем сільськогосподарської спеціальності, банківським працівником та службовцем із проблем соціального забезпечення. Чюґанджі протягом усього життя був суспільно активним та очолював місцеву громаду. Тільки в останні роки він перестав сам ходити голосувати на вибори — позначилися серйозні проблеми із зором.
Протягом останніх 3-4 років життя Чюґанджі був прикутим до ліжка. Юкічі завжди любив добре поїсти, до глибокої старості не відмовляв собі у м'ясі та рибі, проте він вживав алкоголь тільки у помірних кількостях, пив молоко та ніколи не палив. В останні роки життя, незважаючи на свій поважний вік, Чюґанджі мав хороше здоров'я. Він їв тверду їжу, а одним із його улюблених ласощів були льодяники на паличці. Свій останній, 114-й день народження довгожитель зустрів у колі родини, в тому числі зі своєю старшою 72-річною донькою Кьоко.
Чюґанджі помер 28 вересня 2003 року, у віці 114 років і 189 днів, у місті Оґорі, префектура Фукуока, Японія, де він проживав останні роки свого життя. За словами близьких, він помер після сніданку, випивши склянку яблучного соку. Довгожитель, як і зазвичай, подякував родичам за трапезу, а потім назавжди закрив очі.

## Рекорди довголіття
- 18 січня 2000 року після смерті довгожителя Садайосі Танабе став найстарішим чоловіком у Японії.
- 1 жовтня 2001 року у віці 112 років і 191 дня, став найстарішим чоловіком, який коли-небудь жив у Японії. Цей титул він мав 10 років, доки рекорд Чюґанджі не був побитий 25 жовтня 2011 року його співвітчизником Дзіроемоном Кімурою.
- 3 січня 2002 року, після смерті Мацуно Оікави став найстарішою людиною в Японії. У цей же день, після смерті італійського довгожителя Антоніо Тодде, був визнаний найстарішим чоловіком на планеті.
- 29 грудня 2002 року після смерті американської довгожительки Мей Гаррінґтон отримав звання найстарішої людини на планеті. Є одним із чотирьох чоловіків, які мали це звання (троє інших — Метью Бірд, Еміліано Меркадо дель Торо та Дзіроемон Кімура).
- До 25 жовтня 2011 року вважався найстаршим чоловіком, який коли-небудь жив в Азії. Цей титул також був відібраний Кімурою.
- Займає шосте місце у списку найстаріших чоловіків за всю історію людства, чий вік повністю підтверджений.